# Генриетта Стюарт
Генрие́тта А́нна Стю́арт, герцоги́ня Орлеа́нская (англ. Henrietta Anna Stuart; 16 июня 1644[…], Эксетер, Королевство Англия — 30 июня 1670[…], Замок Сен-Клу, Королевство Франция) — младшая дочь Карла I Стюарта и Генриетты Марии Французской.
В возрасте двух лет Генриетта была вывезена из Англии гувернанткой и оказалась при дворе своего кузена Людовика XIV, где получила прозвище «Минетта» (в переводе с французского — «кошечка» или «котёнок»). После свадьбы с братом короля Филиппом Французским принцессу стали называть при дворе по титулу — «Мадам». Влияние, которое принцесса имела при дворе, было причиной напряжённости в её отношениях с мужем. Генриетта играла большую роль в заключении Дуврского договора. Вскоре после подписания договора и возвращения во Францию Генриетта умерла. Обстоятельства смерти принцессы были таковы, что многие современники посчитали, что Генриетта была отравлена, однако официально причиной смерти стал гастроэнтерит.
Потомки Генриетты оказались старшими в доме Стюартов после пресечения его мужской линии вместе со смертью Генриха Стюарта в 1807 году. Однако они были отстранены от престолонаследия Англии и Шотландии в 1701 году из-за принадлежности к католической религии.

## Ранние годы в Англии
Принцесса Генриетта родилась 16 июня 1644 года накануне второй битвы при Ньюбери, в разгар гражданской войны. Местом её рождения стал Бедфорд-хаус в Эксетере — резиденция герцога Бедфорда, который незадолго до этого вернулся на сторону роялистов. Отцом принцессы был английский король Карл I; матерью — Генриетта Мария Французская, младшая дочь французского короля Генриха IV и его жены Марии Медичи. Именно с матерью Генриетта всю жизнь поддерживала наиболее близкие отношения. Родство принцессы с французскими королями Людовиком XIII и Людовиком XIV в дальнейшей жизни окажется очень полезным для неё самой и её семьи.
Незадолго до рождения Генриетты её мать была вынуждена покинуть Оксфорд и перебраться в Эксетер, куда она прибыла 1 мая 1644 года. Состояние здоровья королевы было таково, что её смерть при предстоящих родах являлась, по мнению многих, наиболее вероятным исходом. Новорождённая принцесса была передана заботам Анны Вильерс, известной в то время как леди Далкит. Ради безопасности принцессы королева решила отправить её в Фалмут, где находилась предпоследняя английская крепость, всё ещё верная королю — замок Пенденнис; оттуда Генриетта Мария собиралась вместе с дочерью отправиться во Францию, где могла просить помощи для мужа у Людовика XIV. Прибывшая в Фалмут в середине июля королева была проинформирована, что маленькая принцесса приехала в город больной (у неё случались конвульсии), но уже полностью излечилась. Тем не менее, во Францию королева отправилась одна. 26 июля Генриетту навестил отец. Незадолго до приезда король распорядился провести обряд крещения принцессы в соответствии с законами церкви Англии; обряд был проведён 21 июля в Эксетерском соборе, девочка получила имя Генриетта. Принцессу перевезли в Отлендский дворец за пределами Лондона, где она и её свита находились в течение трёх месяцев. С отцом Генриетта больше не виделась. В июне 1646 года принцесса с небольшой свитой тайно покинула дворец; леди Далкит обеспечила благополучное прибытие Генриетты во Францию, где дочь воссоединилась с матерью.

## Жизнь и брак во Франции
Уже при французском дворе при конфирмации принцессе было дано второе имя — Анна, в честь её тётки, французской королевы Анны Австрийской. По прибытии во Францию дочь и мать поселились в апартаментах Лувра, Генриетта получила пенсию в размере тридцати тысяч ливров и право пользования Сен-Жерменским дворцом. Такие роскошные привилегии были вскоре урезаны, поскольку все деньги, что получала королева Генриетта Мария, стали передаваться её мужу в Англию или же роялистам, бежавшим во Францию. Всё это время леди Далкит не оставляла принцессу.
В феврале 1649 года мать Генриетты была извещена о казни её мужа Карла I, обезглавленного 30 января. В конце Фронды, в разгар которой королева и принцесса оставались в Лувре, Генриетта Мария вместе с дочерью перебралась в Пале-Рояль, где уже проживал молодой король Людовик XIV с матерью и братом. В это время Генриетта Мария решила обратить дочь, крещённую в англиканстве, в католичество. По просьбе королевы капеллану принцессы было поручено обратить в католичество и её гувернантку леди Далкит, однако он потерпел неудачу, и после смерти мужа в 1651 году леди Далкит вернулась в Англию. В 1650 году в Париж приехал старший брат Генриетты, Карл, с которым принцесса очень сблизилась. С приездом другого брата Генриетты, герцога Глостера, в 1652 год маленький английский двор значительно расширился. В 1654 году принцесса совершила свой первый публичный выход: она вместе с матерью и братьями была приглашена на бал, который давал кардинал Мазарини. Генриетта быстро очаровала французский двор своими познаниями во французском языке, увлечением литературой и музыкой.

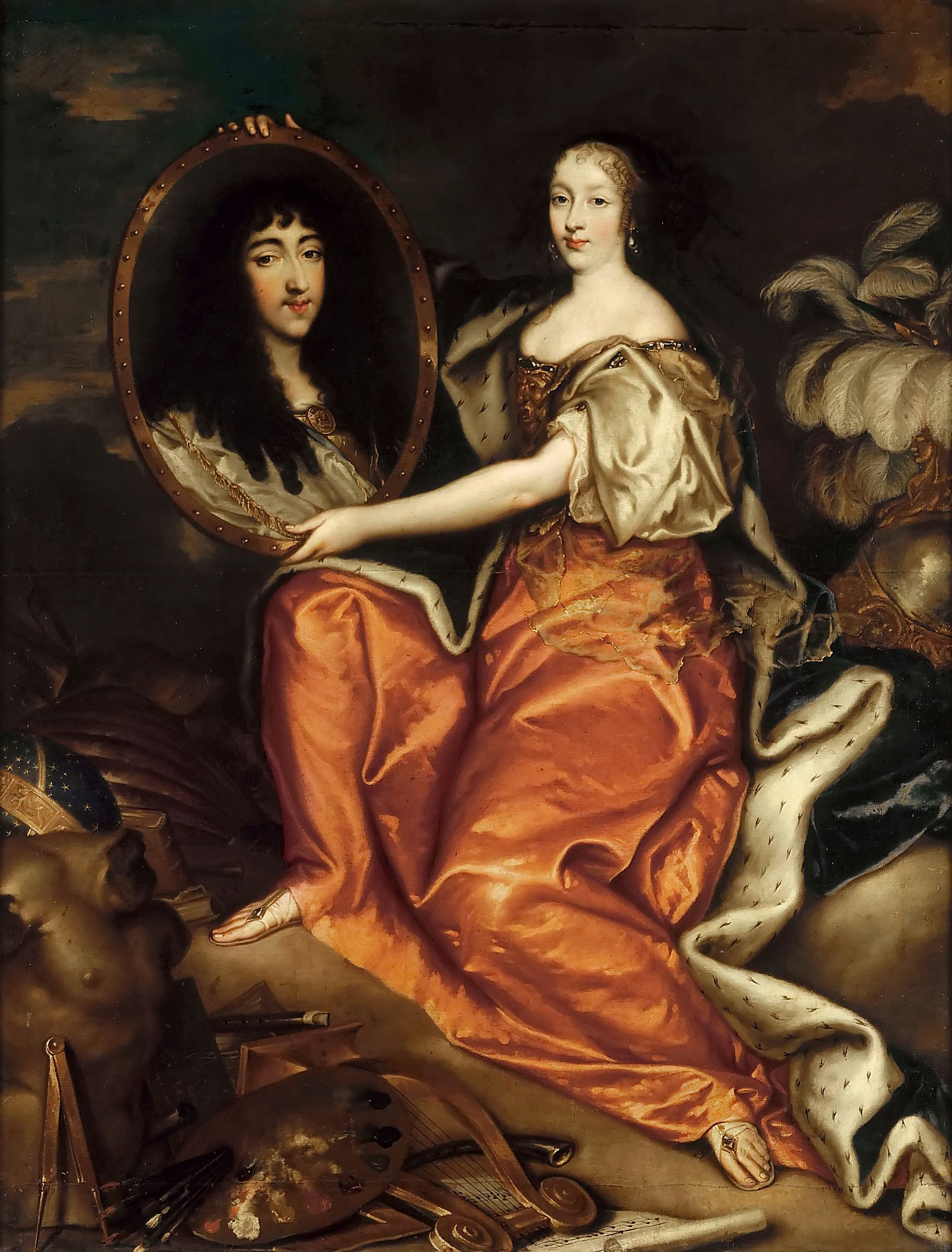
Генриетта в образе Минервы, держащей портрет Месье, кисти Антуана Матье

После окончания Фронды французский двор сделал приоритетным поиск невесты для молодого короля. Генриетта Мария стала намекать на союз дочери и Людовика XIV, но королева Анна отвергла эту идею, предпочтя Генриетте дочь своего брата Филиппа IV, Марию Терезию. Людовик XIV и Мария Терезия поженились в июне 1660 года, после чего Анна обратила внимание на своего второго, ещё неженатого сына Филиппа, герцога Орлеанского. Во время проживания в Шато-де-Коломб, личной резиденции Генриетты Марии за пределами Парижа, мать и дочь узнали о реставрации монархии в Англии и провозглашении королём брата Генриетты Карла II; обе они вернулись в Париж. Это судьбоносное изменение заставило Филиппа Орлеанского, известного бисексуала, с которым была связана серия скандальных историй, просить руки Генриетты. Ранее при дворе распространились слухи о том, что Генриетта получила предложение о браке от Карла Эммануила Савойского и великого герцога Тосканы, но вопрос о браке не был решён из-за изгнаннического статуса принцессы.
Нетерпеливый Филипп желал убедиться, что сможет жениться на Генриетте как можно скорее, но королева Генриетта Мария собиралась вернуться в Англию, чтобы расплатиться с долгами, обеспечить приданое для дочери и предотвратить объявление герцога Йоркского о браке с Анной Хайд, бывшей фрейлиной королевской принцессы. В это же время, в сентябре 1660 года, от оспы умер герцог Глостер, и Генриетта находилась в тоске и трауре по брату. В октябре Генриетта с матерью отправилась из Кале в Дувр, где остановилась в Дуврском замке. Французский двор официально просил руки принцессы 22 ноября; тогда же был решён вопрос с приданым Генриетты: Карл II согласился дать сестре в качестве приданого восемьсот сорок тысяч ливров и ещё двадцать тысяч на другие расходы. Генриетта также получила в качестве личного подарка сорок тысяч ливров и Шато-де-Монтаржи в качестве личной резиденции.
Возвращение Генриетты во Францию было отложено из-за смерти от оспы её старшей сестры Марии, принцессы Оранской. В конце концов, Генриетта покинула Англию в январе 1661 года. 30 марта Генриетта и Филипп подписали брачный контракт в Пале-Рояле; официальная церемония состоялась на следующий день. После празднований молодожёны отправились в Тюильри, их новую резиденцию. Поскольку теперь Генриетта была замужем за Месье — младшим братом короля, — принцессу стали именовать «Мадам, герцогиня Орлеанская».
Поначалу брак принцессы казался вполне удачным, а Филипп — любящим мужем, несмотря на то, что между супругами было мало общего. За год в браке Генриетта родила дочь, которую окрестили Марией Луизой. Некоторые придворные ставили под сомнение отцовство Филиппа, намекая, что отцом новорождённой принцессы был король Людовик XIV или граф де Гиш. Между Генриеттой и Гишем, возможно, завязался роман в начале замужества принцессы, несмотря на то, что тот, как предполагалось, успел побывать любовником самого Филиппа.
Вскоре после этого король сделал своей фавориткой одну из фрейлин Генриетты, Луизу Лавальер, которая появилась при дворе в конце 1661 года и защищала герцогиню Орлеанскую в деле Гиша. Следующий ребёнок Филиппа Орлеанского и Генриетты — сын Филипп — родился в июле 1664 года и получил титул герцога Валуа; мальчик умер в 1666 году через несколько часов после наречения его Филиппом Шарлем. Смерть маленького герцога сильно опечалила Генриетту. В июле 1665 года Генриетта родила мёртвую дочь; четыре года спустя герцогиня родила другую дочь, окрещённую Анной Марией в 1670 году.
В 1666 году при дворе герцога и герцогини оказался шевалье де Лоррен — наиболее видный предполагаемый любовник Филиппа. Именно Лоррен часто соперничал с Генриеттой за власть внутри двора герцога Орлеанского; после смерти Генриетты он стал соперником второй жены Филиппа, Елизаветы Шарлотты Пфальцской.
Генриетту часто называли при дворе интеллигентной принцессой; принцесса вела переписку с Мольером, Расином, Лафонтеном, Бюсси-Рабютеном и другими знаменитостями того времени. Она также любила садоводство и разбила водный сад в Пале-Рояле. Генриетта собрала большую коллекцию картин, среди которых были работы Ван Дейка и Корреджо. Столь бурная активность принцессы заставила историков думать, что Генриетта страдала нервной анорексией.
В конце 1669 года Генриетта потеряла мать, королеву Генриетту Марию, которая умерла после принятия чрезмерной дозы опиатов в качестве болеутоляющего. Генриетта была опустошена; ситуацию усугубил Филипп, который ещё до похорон стал претендовать на наследство жены.

### Дуврский договор
Генриетта сыграла важную роль в дипломатических переговорах между её родной Англией и Францией. Брат принцессы, Карл II, с которым у Генриетты всегда были близкие отношения, пытался установить более тесные связи с Францией ещё с 1663 года. Удалось ему это лишь в 1669 году, когда Карл открыто признался, что стал католиком, и пообещал вернуть Англию в лоно католической церкви. Генриетте не терпелось посетить родину, в чём её поощрял король Людовик XIV, желавший заключения договора. Филипп Орлеанский, однако, раздражался из-за флирта Генриетты с Гишем и другими своими любовниками и оставался непреклонен в том, что не следовало допускать, чтобы принцесса отправилась жаловаться на его отношение английскому королю, и что она должна оставаться рядом с ним во Франции. Принцесса сумела убедить французского короля отпустить её в Англию, в Дувр, куда она прибыла 26 мая 1670 года и оставалась там до 1 июня — дня подписания договора.
Карл II отказался от Тройственного альянса со Швецией и Голландией в пользу оказания помощи Людовику XIV в завоевании Голландской республики, которую тот считал частью невыплаченного приданого своей жены, королевы Марии Терезии. Англии в случае завоевания Голландии было обещано несколько очень прибыльных портов вдоль одной из её крупнейших рек. Публичное оглашение договора состоялось только в 1830 году. Успешность миссии Генриетты была обусловлена любовью к ней брата и близкими отношениями между ними; немалую роль в этом деле сыграла фрейлина Генриетты Луиза Рене де Керуаль, которая прибыла в Англию вместе с принцессой и быстро очаровала английского короля. 18 июня, проведя некоторое время в Англии, Генриетта вернулась во Францию. Луиза уехала во Францию вместе с ней, но вскоре после смерти Генриетты вернулась в Англию и стала фавориткой Карла II.

## Смерть и погребение

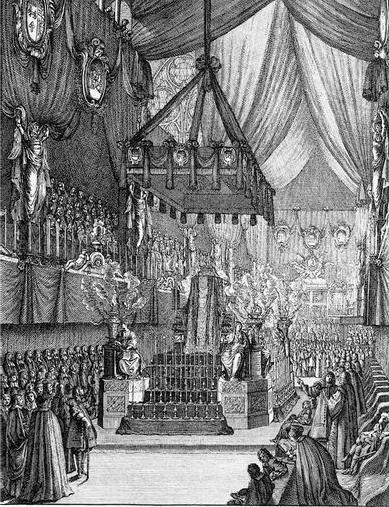
Похороны Генриетты Английской. Неизвестный автор, 1670 год

В 1667 году Генриетта начала жаловаться на периодические сильные боли в боку. В начале апреля 1670 года, согласно сообщениям, у Генриетты начались проблемы с пищеварением настолько сильные, что она могла употреблять в пищу только молоко. 20 июня Генриетта прибыла в Париж, 26 июня вместе с мужем она остановилась в Сен-Клу. 29 июня в пять часов вечера Генриетта выпила стакан цикориевой воды со льдом. По словам свидетелей, сразу же после этого она почувствовала боль в боку и воскликнула: «Ах! Какая боль! Что мне делать! Я, должно быть, отравлена!». Принцесса потребовала для себя противоядия и чтобы кто-нибудь изучил воду, которую она пила. Ей дали распространённое в то время лекарство от колик, а также противоядие. Королевская семья прибыла в Сен-Клу в течение нескольких часов после того, как получила известие о болезни Генриетты. К постели принцессы был призван епископ Боссюэ, который позже провёл соборование. В два часа утра следующего дня Генриетта умерла. Многие придворные посчитали Шевалье де Лоррена и маркиза д’Эффиа соучастниками отравления Генриетты. Семнадцать французских и два английских врача, английский посол и около ста зрителей присутствовали при вскрытии и, хотя в официальном сообщении говорилось о «смерти от холерной болезни (гастроэнтерита), вызванной подогревом желчи», многие наблюдатели не согласились с этим заключением.
Генриетта была похоронена в королевской базилике Сен-Дени 4 июля, ещё одно богослужение прошло 21 июля. На службе присутствовали представители всех главных государственных органов, включая членов парламента, судов, Собрания духовенства и городских корпораций, а также представители знати и широкой общественности: королева Мария Терезия сопровождала бывшего короля Польши Яна II Казимира и английского посла герцога Бекингема; также присутствовали принцы крови и многие другие.
«Наконец, появились члены двора месье и мадам, несущие факелы в руках. Мавзолей, окруженный алтарями и серебряными урнами и украшенный аллегорическими скорбящими статуями, среди которых заметны были Молодость, Поэзия и Музыка, воздвигнутыми в центре хора. Здесь покоился гроб, покрытый золотой парчой, отороченной горностаем, с вышитыми на ней золотом и серебром гербами Франции и Англии. Присутствующие заняли свои места и зажгли сотни свечей, создававших облако ладана; архиепископ Реймса с помощью других епископов начал мессу, которая была воспета королевскими музыкантами под предводительством Люлли».
В 1671 году Филипп Орлеанский женился во второй раз: его избранницей стала Елизавета Шарлотта Пфальцская, которая, как и Генриетта, была потомком короля Якова I. Филипп Орлеанский умер в 1701 году.
16 октября 1793 года могила Генриетты в числе прочих была осквернена.

## Потомство
В браке Генриетты и Филиппа родилось четверо детей; также герцогиня перенесла четыре выкидыша:
- Мария Луиза (27 марта 1662 — 12 февраля 1689) — была замужем за королём Испании Карлом II. Детей не имела. Мария Луиза умерла в том же возрасте, что и мать[50]. Обстоятельства её смерти были схожи с обстоятельствами смерти Генриетты, и при дворе также предполагали, что она была отравлена.
- Выкидыш (1663)[51]
- Филипп Шарль[англ.] (16 июля 1664 — 8 декабря 1666) — герцог Валуа.
- Мертворождённая дочь (9 июля 1665)
- Выкидыш (1666)[51]
- Выкидыш (1667)[51]
- Выкидыш (1668)[52]
- Анна Мария (27 августа 1669 — 26 августа 1728) — была замужем за герцогом савойским и королём Сардинии Виктором Амадеем II. В браке родилось девять детей (трое мертворождённых и двое, умерших в младенчестве), среди которых была мать французского короля, королева-консорт Испании, принц Пьемонта[англ.] и король Сардинии. Старшая дочь Анны Марии, Мария Аделаида, умерла в возрасте 26 лет, как её бабушка и тётка; другая её дочь, Мария Луиза, стала матерью двух испанских королей — Луиса I и Фердинанда VI и умерла в возрасте 25 лет. Анна Мария вместе со своим потомством была отстранена от престолонаследия Англии и Шотландии в 1701 году из-за принадлежности к католической религии, хотя именно её потомки оказались старшими в доме Стюартов после пресечения его мужской линии в результате смерти Генриха Стюарта в 1807 году.

Потомками Генриетты являются несколько европейских претендентов на престолы и монархов.

## Герб
Герб Генриетты, герцогини Орлеанской, основан на гербе её мужа Филиппа, объединённого с английским королевским гербом её отца.
Щит увенчан короной, соответствующей достоинству французских принцев — королевских детей. Справа — герб герцогов Орлеанских (французский королевский герб — в лазоревом поле три золотых лилии — с серебряным титлом с тупыми зубцам); слева — английский королевский герб Стюартов (начетверо: в первой и четвёртой частях королевский герб Англии [в 1-й и 4-й частях в лазоревом поле три золотых лилии (французский королевский герб), во 2-й и 3-й частях в червлёном поле три золотых вооружённых лазурью леопарда (идущих льва настороже), один над другим (Англия)]; во второй части в золотом поле червлёный, вооружённый лазурью лев, окружённый двойной процветшей и противопроцветшей внутренней каймой [Шотландия]; в третьей части в лазоревом поле золотая с серебряными струнами арфа [Ирландия]).

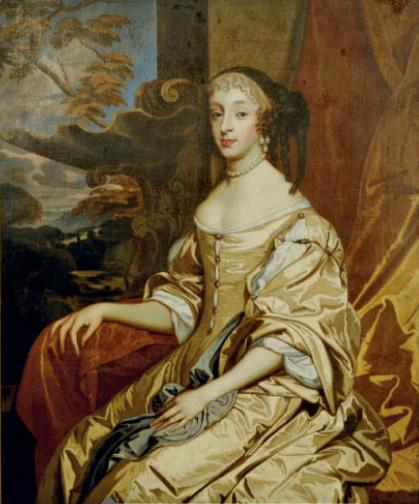
Портрет Генриетты кисти Лели

## В культуре
Генриетта изображена на одном из портретов коллекции «Виндзорские красавицы» Питера Лели.
Герцогиня Орлеанская была близкой подругой мадам де Лафайет, которая по её просьбе написала биографию принцессы — «Историю Генриетты Английской» (впервые опубликована в 1720 году).
Генриетта стала персонажем романов Дюма «Двадцать лет спустя» и «Виконт де Бражелон, или Десять лет спустя», а также двух экранизаций первого из них: французской (1922; роль исполнила Симона Водри) и российско-французской (1992; роль исполнила Лилия Иванова). Персонаж пьесы Александра Дюма «Молодость Людовика XIV» (1854).
Герцогиня появляется в нескольких фильмах и сериалах:
- «Последний король» (2003; роль исполнила Энн-Мари Дафф[59])
- «Broadside» (2009; роль исполнила Джессика Кларк[60])
- «Минетта» (2010; роль исполнила Дженна Брайтон[61])
- «Песнь феникса» (2013; роль исполнила Бритни Бенкс[62])
- «Версаль» (2015; роль исполнила Ноэми Шмидт[63])